# 一年半待て
『一年半待て』（いちねんはんまて）は、松本清張の短編小説。1957年4月、『週刊朝日別冊・新緑特別読物号』に掲載され、同年8月に短編集『白い闇』収録の一作として、角川書店（角川小説新書）から刊行された。
これまで12回テレビドラマ化されている。本項ではそのテレビドラマ版も記述する。

## あらすじ
生命保険の勧誘員である須村さと子は、夫・要吉を殺した罪で捕まった。かねてからの要吉の乱暴・怠惰が報道されると、世間のさと子への同情が集まった。婦人評論家の高森たき子は、「日本の家庭における夫の横暴」「日本の家族制度の悪習」を批判し、評論家仲間を動員して減刑嘆願書を提出するなど行動、結局、さと子は執行猶予の判決を得た。「社会正義」に満足する高森の前にさと子の恋人・岡島が現れ、プロポーズした際の彼女のある言葉が気になった彼が辿り着いた思いがけない事実を告げる。

## 書誌情報
- 白い闇（1957年8月30日、角川書店）
- カルネアデスの舟板（1959年8月5日、角川文庫）
- 松本清張集 <日本推理小説大系11>（1960年6月20日、東都書房）
- 松本清張短篇総集（1963年4月10日、講談社）
- 松本清張短編全集 8（1964年10月1日、カッパ・ノベルス、2009年4月20日、光文社文庫）
- 張込み 傑作短編集(五)（1965年12月15日、新潮文庫）
- 松本清張全集 第36巻（1973年2月20日、文藝春秋）
- 松本清張傑作総集Ⅰ（1993年10月20日、新潮社）
- 松本清張小説セレクション 32（1996年1月10日、中央公論社）
- 松本清張傑作短編コレクション 上巻（2004年11月10日、文春文庫）

## テレビドラマ

### 1960年版
1960年8月1日と8月8日、KRテレビ（現・TBS）系列の「ナショナル ゴールデン・アワー」枠、「松本清張シリーズ・黒い断層」の1作として2回にわたり放映。
キャスト
- 須村さと子：淡島千景
- 須村要吉：森健二
- 岡島久男：南原宏治
- 土屋嘉男
- 高森たき子：京塚昌子
- 脇田静代：浜田百合子

スタッフ
- プロデューサー：逸見稔
- 制作：KRテレビ

| KRテレビ系列 ナショナルゴールデン・アワー （松本清張シリーズ・黒い断層） | KRテレビ系列 ナショナルゴールデン・アワー （松本清張シリーズ・黒い断層） | KRテレビ系列 ナショナルゴールデン・アワー （松本清張シリーズ・黒い断層） |
| 前番組                                                                   | 番組名                                                                   | 次番組                                                                   |
| ------------------------------------------------------------------------ | ------------------------------------------------------------------------ | ------------------------------------------------------------------------ |
| 紐 （1960.7.4 - 18）                                                     | 一年半待て （1960.8.1 - 8）                                              | 恐喝者 （1960.8.15 - 22）                                                |

### 1961年版
1961年6月5日、TBS系列の「女の劇場」枠にて放映。
キャスト
- 須村さと子：斎藤美和
- 溝田繁
- 久松保夫
- 吉川佳代子

スタッフ
- 制作：東京テレビ

### 1962年版
1962年7月19日と7月20日、NHKの「松本清張シリーズ・黒の組曲」の1作として2回にわたり放映。
キャスト
- 須村さと子：斎藤美和
- 須村要吉：大滝秀治
- 高森たき子：丹阿弥谷津子
- 岡島久男：外山高士
- 南美江
- 加代キミ子
- 小山源喜
- 織本順吉

スタッフ
- 脚本：川崎九越
- 演出：石島晴夫
- 音楽：別宮貞雄
- 制作：NHK

### 1965年版
1965年11月9日、関西テレビ制作・フジテレビ系列(FNS)の「松本清張シリーズ」枠（火曜21:00-21:30。早川電機工業一社提供）にて放映。
キャスト
- 岡島：三國連太郎
- 須村さと子：桜井良子
- 須村要吉：佐野浅夫
- 高森たき子：長岡輝子
- 裁判長：山村弘三

スタッフ
- 脚本：春田耕三
- 監督：水野匡雄
- 制作：関西テレビ

| 関西テレビ制作・フジテレビ系列 松本清張シリーズ | 関西テレビ制作・フジテレビ系列 松本清張シリーズ | 関西テレビ制作・フジテレビ系列 松本清張シリーズ |
| 前番組                                          | 番組名                                          | 次番組                                          |
| ----------------------------------------------- | ----------------------------------------------- | ----------------------------------------------- |
| いびき （1965.11.2）                            | 一年半待て （1965.11.9）                        | 怖妻の棺 （1965.11.16）                         |

### 1968年版
1968年2月5日、フジテレビ系列の「スター推理劇場」枠（20:00～20:54）にて放映。
キャスト
- 須村さと子：森光子
- 須村要吉：根上淳
- 脇田静代：稲野和子
- 沢村貞子
- 園井啓介

スタッフ
- 脚本：成沢昌茂

| フジテレビ系列 スター推理劇場 | フジテレビ系列 スター推理劇場 | フジテレビ系列 スター推理劇場 |
| 前番組                        | 番組名                        | 次番組                        |
| ----------------------------- | ----------------------------- | ----------------------------- |
| 逃げる （1968.1.29）          | 一年半待て （1968.2.5）       | 失敗 （1968.2.12）            |

### 1976年版
1976年3月1日から3月26日まで、日本テレビ系列の「愛のサスペンス劇場」枠（13:30-13:55。花王石鹸一社提供）にて、全20回の連続ドラマとして放映。
キャスト
- 須村さと子：市原悦子
- 唐沢英二
- 緑魔子
- 和崎俊哉

スタッフ
- 脚本：中島丈博、國弘威雄
- プロデューサー：春日千春
- 監督：富本壮吉
- 制作：大映テレビ、日本テレビ

| 日本テレビ系列 愛のサスペンス劇場     | 日本テレビ系列 愛のサスペンス劇場 | 日本テレビ系列 愛のサスペンス劇場 |
| 前番組                                | 番組名                            | 次番組                            |
| ------------------------------------- | --------------------------------- | --------------------------------- |
| 再会 ふるさとさむく （1976.2.2 - 27） | 一年半待て （1976.3.1 - 26）      | 誘拐 （1976.3.29 - 4.30）         |

### 1978年版
「松本清張シリーズ・一年半待て」。1978年10月21日、NHKの「土曜ドラマ」枠（20:00-21:10）にて放映。視聴率14.7％（ビデオリサーチ調べ、関東地区）。原作の松本清張が出演した。
キャスト
- 須村さと子：香山美子
- 高森たき子：南風洋子
- 須村要吉：早川保
- 岡島久男：藤岡弘
- 脇田静代：山口奈美
- 工事主任：穂高稔
- 警察署長：久遠利三
- お手伝い：春江ふかみ
- 小杉英夫：石田信之
- 刑事：穂積隆信
- 要一：増田壮太郎
- 君子：大熊なぎさ
- 事務員：木瓜みらい
- 事務員：風間文野
- 警官：真田五郎
- 警官：和田一壮
- 工員：石光豊
- 工員：河西喜義
- 新聞記者：青砥洋
- 新聞記者：須永慶
- 新聞記者：金子正
- 新聞記者：森井睦
- 若者：村尾幸三
- 店員：松本松江
- 刑事：久保晶（クレジットは無し）
- 裁判長：松本清張（クレジットは無し）

スタッフ
- 脚本：杉山義法
- 演出：高野喜世志
- 音楽：林光
- 制作：NHK

| NHK 土曜ドラマ                             | NHK 土曜ドラマ                             | NHK 土曜ドラマ                           |
| 前番組                                     | 番組名                                     | 次番組                                   |
| ------------------------------------------ | ------------------------------------------ | ---------------------------------------- |
| 松本清張シリーズ 虚飾の花園 （1978.10.14） | 松本清張シリーズ 一年半待て （1978.10.21） | 松本清張シリーズ 火の記憶 （1978.10.28） |

### 1984年版
「松本清張スペシャル・一年半待て」。1984年5月22日、日本テレビ系列の「火曜サスペンス劇場」枠（21:02-22:54）にて放映。視聴率25.8％（ビデオリサーチ調べ、関東地区）。
キャスト
- 須村さと子：小柳ルミ子 （生命保険の勧誘員）
- 高森たき子：樹木希林 （女性評論家）
- 岡島：勝野洋 （大東建設の社員）
- 須村要吉：高橋長英 （さと子の夫で元飯島製作所課長）
- 脇田静代：東てる美 （さと子の高校時代の友人で小料理屋のママ）
- 富田桂子：茅島成美 （さと子の同僚）
- 会社員：宗近晴見 （さと子の客）
- 山田：大地康雄 （岡島の同僚）
- 須村純一：大熊敏志 （さと子の息子）
- 須村由里：仙田麻子 （さと子の娘）
- アパートの隣人：利根はる恵
- 焼き鳥屋の客：鶴賀二郎
- 焼き鳥屋：森章二
- 裁判長：相原巨典
- 記者：笹入舟作
- 長男・純一：大熊敏志（子役）
- 長女・由里：仙田麻子（子役）
- 暮林修、大矢兼臣、金田拓三、皆川衆、城戸卓、武内悦子、牧野博美、村上記代、泉よし子、木田愛子、麻茶れい、黒木優美、日野みどり ほか

スタッフ
- 脚本：大野靖子
- 監督：松尾昭典
- 音楽：三枝成章
- 撮影：加藤正幸
- 美術：出川三男
- 照明：山川英明
- 編集：石井巌
- 録音：谷村彰治
- 助監督：油谷誠至
- 音楽協力：日本テレビ音楽
- 企画：小坂敬（日本テレビ）、山本時雄（日本テレビ）
- プロデュース：小杉義夫（日本テレビ）、田中浩三（松竹）、林悦子（霧プロダクション）
- 制作：日本テレビ、松竹、霧プロダクション

| 日本テレビ系列 火曜サスペンス劇場         | 日本テレビ系列 火曜サスペンス劇場           | 日本テレビ系列 火曜サスペンス劇場 |
| 前番組                                    | 番組名                                      | 次番組                            |
| ----------------------------------------- | ------------------------------------------- | --------------------------------- |
| 狂った信号 （原作：佐野洋） （1984.5.15） | 松本清張スペシャル 一年半待て （1984.5.22） | 姉は二度死んだ （1984.5.29）      |

### 1991年版
「松本清張作家活動40年記念・一年半待て」。1991年6月8日、テレビ朝日系列の「土曜ワイド劇場」枠（21:02-22:51）にて放映。視聴率13.8％（ビデオリサーチ調べ、関東地区）。
キャスト
- 須村さと子：多岐川裕美
- 岡島久男：篠田三郎
- 脇田静代：鈴鹿景子
- 杉崎安江：神津はづき
- 高森英之助：富川澈夫
- 藤井好子：岸加奈子
- 平山和樹：山内としお
- 海野亥太郎：石井愃一
- 裁判長：加藤和夫
- 検事：勝部演之
- 須村要吉：本田博太郎
- 高森たき子：小川真由美
- 北町嘉朗、沢井伽奈子、七尾谷きよし、大和田靖、赤木真理、坂本亮、芹篤、松本和香子、真山恵衣、佐々木菜摘、時広のり子、豊島まさみ、河原康二、中野勝明、石橋昇、小先俊之、鈴木麻巳、本田清澄

スタッフ
- 脚本：吉田剛
- プロデューサー：佐々木孟、坂梨港、川田方寿（テレビ朝日）
- 監督：永野靖忠
- 助監督：田村浩太朗
- 音楽：横山菁児
- 撮影技術：藤本茂
- 美術：猪俣邦弘
- 撮影協力：本川根町、国土交通省中部地方建設局長島ダム工事事務所、かながわサイエンスパーク、横浜インターナショナルプラザホテル、三井海上火災保険 ほか
- 制作：松竹、テレビ朝日

| テレビ朝日系列 土曜ワイド劇場                            | テレビ朝日系列 土曜ワイド劇場                    | テレビ朝日系列 土曜ワイド劇場                               |
| 前番組                                                   | 番組名                                           | 次番組                                                      |
| -------------------------------------------------------- | ------------------------------------------------ | ----------------------------------------------------------- |
| キャンパス迷路殺人事件 （原作：藤原宰太郎） （1991.6.1） | 松本清張作家活動40年記念 一年半待て （1991.6.8） | 京都見合い旅行殺人事件! 離婚カップル探偵する2 （1991.6.15） |

### 2002年版
「松本清張スペシャル・一年半待て」。2002年1月15日、日本テレビ系列の「火曜サスペンス劇場」枠（21:03-22:54）にて放映。舞台は金沢市になっている。DVD化されている。
キャスト
- 須村さと子：浅野ゆう子 （生命保険のセールスウーマン）
- 須村要吉：布施博 （さと子の夫）
- 岡島久男：東幹久 （ダム工事現場の主任）
- 脇田君香：中村久美 （さと子の高校時代の同級生でスナック「君香」のママ）
- 武井：奥村公延
- 小倉美咲：円城寺あや
- 神村直美：立石凉子 （さと子の先輩）
- 磐田雅夫：草野裕
- 作業員：長江英和
- 益田：平野稔
- 益田道子：池田道枝
- 加賀：石田登星 （さと子の高校時代の同級生）
- 武井文子：五十嵐美恵子 （さと子の親戚）
- 高森浩介：林隆三 （たき子の夫で大学助教授）
- 高森たき子：丘みつ子 （家庭内暴力の専門家で評論家）
- 一谷真由美、広正裕子、山田淳二、佐々木一彦、宮崎尚子、中村喜代美、タラットナワズ、田村賢正、葉月美也

スタッフ
- 脚本：那須真知子
- 監督：黒沢直輔
- 音楽：佐藤允彦
- 撮影：志賀葉一
- 選曲：合田豊
- 法律監修：加藤次郎（加藤法律事務所）
- ロケーション協力：金沢シティモンドホテル（現：シティモンド金沢）、キャッスル真名井、九谷ダム建設工事、石川県立歴史博物館、味の蔵、北陸鉄道 ほか
- 技術協力：ビデオフォーカス
- 音楽協力：日本テレビ音楽
- スタジオ：国際放映
- 企画協力：電通音楽出版
- 企画：酒井浩至（日本テレビ）
- チーフプロデューサー：増田一穂（日本テレビ）
- プロデューサー：伊藤祥二（日本テレビ）、加藤教夫（C.A.L）
- 制作著作：C.A.L

| 日本テレビ系列 火曜サスペンス劇場 | 日本テレビ系列 火曜サスペンス劇場           | 日本テレビ系列 火曜サスペンス劇場 |
| 前番組                            | 番組名                                      | 次番組                            |
| --------------------------------- | ------------------------------------------- | --------------------------------- |
| 警視庁鑑識班13 （2002.1.8）       | 松本清張スペシャル 一年半待て （2002.1.15） | 臨床心理士5 （2002.1.22）         |

### 2010年版
「松本清張特別企画・一年半待て」。2010年12月8日の21時 - 22時54分（JST）、BS-TBS開局10周年記念ドラマとして放映。第48回ギャラクシー賞奨励賞受賞作品。
キャスト
- 須村さと子：夏川結衣 （生命保険の勧誘員）
- 高森たき子：市原悦子 （弁護士で婦人評論家）
- 脇田静代：清水美沙 （さと子の大学時代の友人で要吉の愛人）
- 須村要吉：西岡徳馬 （さと子の夫）
- 山科百合子：久世星佳 （弁護士）
- 緒方精一：金子昇 （花屋店員）
- 店員：原絵里
- 岡島：斉藤陽一郎 （元社長）
- 依田：越村公一 （中小企業社長）
- 歯科医：浅見小四郎
- 須村亜希：本田望結 （さと子の娘）
- 広瀬龍哉：高杉亘 （検事）
- 村木裁判長：野元学二
- 森崎警部補：石丸謙二郎
- 小峰刑事：阪田マサノブ
- 村松浩、大橋亘、小林香織、遠山悠介、宮原将護、高橋弘典、水久保一麻、斎藤希美

スタッフ
- 脚本：竹山洋（脚本協力：井上綾子）
- 監督：堀川とんこう
- プロデューサー：成合由香（BS-TBS）、森下和清（テレパック）、山後勝英（テレパック）
- 法律監修：野元学二
- 技術協力：フォーチュン、ブル
- 美術協力：アートインプレッション
- 撮影協力：小料理まめや、びん、社会福祉法人浴風会、マエダオート富士吉田スタジオ、渋谷園芸、馬車道、純喫茶「丘」
- 制作協力：テレパック
- 制作：BS-TBS

### 2016年版
「松本清張スペシャル・一年半待て」。2016年4月15日、フジテレビ系列の「金曜プレミアム」枠（21:00 - 22:52）にて放送された。容疑者である須村さと子からの目線で描かれることが多かった歴代作と異なり、今作はさと子を守ろうと奮闘する弁護士である高森滝子の目線で描かれる。主人公の弁護士・高森を演じるのは菊川怜。
キャスト
- 高森滝子：菊川怜（弁護士）
- 須村さと子：石田ひかり（保険会社の勧誘員）
- 脇田静代：雛形あきこ（さと子の高校の一年先輩でバー「ミモザ」のママ）
- 岡島久男：戸次重幸
- 内田哲也：前川泰之（滝子の元夫）
- 長谷部理恵：ふせえり
- （役名不明）：松澤一之
- 熊坂：阿部亮平（滝子の秘書）
- 山岡譲：近江谷太朗（「速報 LIMES」司会者）
- 北本美雪：宮瀬茉祐子（「速報 LIMES」アナウンサー）
- 紺野栄：春海四方（コメンテーター・東京相模大学教授）
- 赤川吾朗：高橋修（コメンテータ・元警視庁捜査一課長）
- 須村要吉：渋川清彦（さと子の夫で無職）
- 須村タカシ：鴇田蒼太郎（さと子の一人息子）
- 落合弘美：森川恵古（さと子の隣の部屋の住民）
- 栗原英彦：寺田農（乃木坂栗原法律事務所所長）
- 今井邦子：ジュディ・オング（都議会議員）

スタッフ
- 脚本：ジェームス三木
- 演出：西浦正記
- 法廷監修：岩沙好幸（アディーレ法律事務所）
- 警察監修：尾崎祐司
- スタントコーディネート：釼持誠
- 法廷模擬教室ロケ協力：創価大学
- 技術協力：ビデオスタッフ、ブル、フジ・メディア・テクノロジー
- 照明協力：嵯峨映画
- 美術協力：フジアール
- ロケ協力：流山市フィルムコミッション、流山おおたかの森 S・C、流山市営大橋団地　ほか
- 編成企画：羽鳥健一
- プロデュース：中山ケイ子、郷田悠
- 企画協力：オスカープロモーション
- 制作：フジテレビ
- 制作著作：フジクリエイティブコーポレーション

| フジテレビ系列 金曜プレミアム                    | フジテレビ系列 金曜プレミアム                   | フジテレビ系列 金曜プレミアム        |
| 前番組                                           | 番組名                                          | 次番組                               |
| ------------------------------------------------ | ----------------------------------------------- | ------------------------------------ |
| 松本清張スペシャル かげろう絵図 （2016年4月8日） | 松本清張スペシャル 一年半待て （2016年4月15日） | シュガー・ラッシュ （2016年4月22日） |